# Чемпионат Беларуси по шашечной композиции 1991
Чемпионат Белоруссии по шашечной композиции 1991, оригинальное название — Первый этап VI чемпионата Беларуси по шашечной композиции — национальное спортивное соревнование по шашечной композиции.

## О турнире
Начиная с 1991 года, белорусские чемпионаты стали проводиться раз в два года, при этом разделив соревнования по русским и международным шашкам на ежегодные этапы чемпионата. Суммирования очков этапов не производилось. Таким образом, в VI чемпионате Беларуси по шашечной композиции на 1-м этапе соревновались в русские шашки, а на следующий год, в 1992-м, на 2-м этапе — в международные.
Соревнования проводились в 3 дисциплинах: проблемы, задачи, этюды.
Из 9 разыгрываемых медалей лишь один участник выиграл две — Виктор Шульга: серебро в этюдах-64 и бронзу в проблемах-64.

## Спортивные результаты
Проблемы-64.
 Александр Сапегин — 26,5 очка.  Иван Навроцкий — 25,5.  Виктор Шульга — 25,25. 4. Пётр Шклудов — 21,5. 5. Дмитрий Слесарчик — 19,0. 6-7. Николай Вергейчик, Владимир Малашенко — 18,0. 8. Алексей Акулич — 17,0. 9. Борис Иванов — 16,5. 10. Георгий Горбач — 16,0. 11. Александр Коготько — 15,5. 12. Леонид Витошкин — 13,5. 13. Виктор Гнилякевич — 12,0. 14. Виктор Ровинец — 0,0.
Этюды-64.
 Виктор Денисенко — 28,0.  Виктор Шульга — 25,5.  Леонид Витошкин — 20,5. 4. Криштоф Малашкевич — 15,5. 5. Борис Иванов — 12,5. 6. Пётр Шклудов — 8,0. 7. Георгий Горбач — 5,5. 8. Алексей Акулич — 0,0.
Задачи-64.
 Владимир Гончар — 30,5.  Николай Бобровник — 29,0.  Константин Тарасевич — 28,5. 4. Александр Шурпин — 26,0. 5. Борис Иванов — 20,5. 6. Георгий Горбач — 19,0. 7. Виктор Шульга — 4,5. 8. Леонид Витошкин — 4,0. 9. Пётр Шклудов — 0,0.